# Buzzard Key
Pour les articles homonymes, voir Buzzard.
Buzzard Key est une île des Dix-mille îles, archipel des États-Unis d'Amérique situé dans l'océan Atlantique au sud-ouest de la péninsule de Floride. Elle est située dans le golfe du Mexique et relève du parc national des Everglades.